# Stadio Angelo Massimino
Het Stadio Angelo Massimino is een voetbalstadion in Catania (Sicilië), dat plaats biedt aan 23.420 toeschouwers. De bespeler van het stadion is Catania Calcio. Het stadion werd in 1935 door architect Raffaele Leone gebouwd in opdracht van het bedrijf van aannemer Antonio Ferro. Voorheen heette het stadion Stadio Cibali, maar in 2002 werd het vernoemd naar Angelo Massimino, voormalig voorzitter van de club (1969-1996).
Van 14 februari 2007 tot 30 juni 2007 mocht Catania geen wedstrijden in de Serie A spelen. Dit kwam door geweld op 2 februari van dat jaar, toen tijdens een wedstrijd tegen Palermo buiten het stadion een politieagent werd doodgeslagen.
Giuseppe Meazza (AC Milan/Inter Milan) ·
Olimpico (AS Roma/SS Lazio) ·
Atleti Azzuri (Atalanta Bergamo) ·
Renato Dall'Ara (Bologna) ·
Giovanni Zini (Cremonese) ·
Carlo Castellani (Empoli) ·
Artemio Franchi (Fiorentina) ·
Marcantonio Bentegodi (Hellas Verona) ·
Allianz Stadium (Juventus) ·
Via del Mare (Lecce) ·
Brianteo (Monza) ·
Diego Armando Maradona (Napoli) ·
Arechi (Salernitana) ·
Luigi Ferraris (Sampdoria) ·
Città del Tricolore (Sassuolo) ·
Alberto Picco (Spezia) ·
Olimpico di Torino (Torino) ·
Friuli (Udinese)
Cino e Lillo Del Duca (Ascoli) ·
San Nicola (Bari) ·
Ciro Vigorito (Benevento) ·
Mario Rigamonti (Brescia) ·
Unipol Domus (Cagliari) ·
Pier Cesare Tombolato (Cittadella) ·
Giuseppe Sinigaglia (Como) ·
San Vito-Gigi Marulla (Cosenza) ·
Benito Stirpe (Frosinone) ·
Luigi Ferraris (Genoa) ·
Alberto Braglia (Modena) ·
Renzo Barbera (Palermo) ·
Ennio Tardini (Parma) ·
Renato Curi (Perugia) ·
Garibaldi-Romeo Anconetani (Pisa) ·
Oreste Granillo (Reggina) · 
Paolo Mazza (SPAL) ·
Druso (Südtirol) ·
Libero Liberati (Ternana) ·
Pierluigi Penzo (Venezia)